# Voll-Arbeitskraft
Voll-Arbeitskraft (Abkürzung Ak) ist in der Landwirtschaft ein Maß für die Arbeitsleistung eines Menschen. 
Dabei gilt die Leistung eines Menschen im Alter von 18 bis 65 Jahren als eine Voll-Arbeitskraft (1 Ak), ein Jugendlicher im Alter von 14 bis 16 Jahren entspricht 0,5 Ak (zwei Jugendliche im Alter von 14 bis 16 Jahren erbringen also die gleiche Leistung wie ein Erwachsener), ein Jugendlicher von 16 bis 18 Jahren 0,7 Ak, eine über 65 Jahre alte Arbeitskraft erbringt 0,3 Ak. 
Für eine Ak werden in der Statistik 220 Vollarbeitstage mit 8 Stunden angesetzt.